# Стрейт, Линн
Джеймс Линн Стрейт (англ. James Lynn Strait, 7 августа 1968, Манхассет, Нью-Йорк — 11 декабря 1998, Санта-Барбара, Калифорния) — вокалист и автор текстов рок-группы Snot. Умер в автокатастрофе. После смерти фронтмена группа распалась. Незадолго до своей смерти снялся в порнофильме «Backstage Sluts 2: No Ass No Pass».

## Биография
Родился в Manhasset, Нью-Йорк, но переехал в Санта-Барбару подростком, где сразу же влился в Восточно-Калифорнийскую сцену. Сперва Линн играл на бас- гитаре в местной панк-рок формации Lethal Dose, но ему всегда было не по душе то, что исполняли местные команды, потому он собирает группу Snot, где становится вокалистом. 11 декабря 1998 года грузовой фургон врезался в его машину на шоссе рядом с городом Санта-Барбара. Певцу было 30 лет. В аварии также погиб и любимый пёс Стрейта — Доббс, боксёр, которого можно и по сей день лицезреть на обложке Get Some. Без сомнения этот факт поставил крест на дальнейшую историю группы, так как без её лидера Линна Стрейта это уже были бы не те Snot.
Огромное количество фанатов группы и вся музыкальная общественность присоединилась к поддержке, что в принципе объясняется необычайным магнетизмом, красотой и силой духа Стрейта. Хотя он и не всегда был ангелом, все же он умел развлечь публику и затронул что-то в глубине душ сотен тысяч людей. Это несомненно входило в список целей человека на протяжении жизненного пути и эту цель он выполнил за свою короткую и бурную жизнь.

## Память
7 августа 1999 года фанатам было предложено купить копии дебютного компакт-диска Snot Get Some, чтобы попытаться вызвать скачок в чартах в день, когда Стрейту исполнился бы 31 год. Группа My Ruin, возглавляемая Tairrie B, отдала ему дань уважения песней «Rockstar». Группа NOFX упоминает Стрейта и Доббса в своей песне «Doornails», в которой они отдают дань уважения умершим участникам панк-группы. Стрейт ранее исполнял бэк-вокал в своей песне «The Brews». Британская группа Reuben отдала дань уважения ему и Курту Кобейну в своей песне «Push».
Группа Sevendust отдала дань уважения Стрэйту песней «Angel's Son». 
7 ноября, 2000 года вышел трибьют-альбом Strait Up, который полностью посвящён Линну. Эта запись является примером поддержки и глубочайших симпатий, особенно в рамках ню-металлического сообщества Лос-Анджелеса — это действительно было массово и надолго. Трибьют-альбом скомпилирован с помощью участников Limp Bizkit, Korn, Slipknot, Sevendust, Hed PE, Coal Chamber, Sugar Ray, System of a Down, Soulfly, Incubus, Оззи Осборн, и другие. Альбом содержит дань уважения Strait при поддержке оставшейся группы. Также на пластинке был ремикс на последнюю запись Стрейта с Snot, песню под названием «Absent», оригинальная версия которой была включена в саундтрек Strangeland.